# Megaderma
Megaderma és un gènere de ratpenats de la família dels megadermàtids, que comprèn de 2 espècies.

## Taxonomia
- Fals vampir gros (Megaderma lyra)
- Fals vampir petit (Megaderma spasma)